# 不要欺負我，長瀞同學
《不要欺負我，長瀞同學》是NANASHI創作的戀愛題材日本漫畫，最初在pixiv上公開發表，之後於2017年11月至2024年7月在講談社的網上漫畫平台「MagaPoke」（マガポケ）連載。截至2022年6月，累積發行量（包括電子版）超過230萬本。
2020年7月宣布改編為電視動畫，2021年4月10日起播映。2021年10月23日宣布製作動畫第二季。於2023年1月7日首播。

## 故事大綱
喜歡畫畫的學長的創作、被學妹主角本人——長瀞發現後，他的生活起了超大的變化，長瀞是個性大而化之的女孩，她注意到學長被調侃作弄時的不知所措反應很有趣，便開始不斷戲弄他，故事從看似嬉笑怒罵開始，跨過尷尬誤會慢慢衍生出信任走向好感的關係。

## 登場角色
長瀞同學／長瀞早瀨（聲：黑澤朋世（宣傳影片）／上坂堇（電視動畫））
一開始時看到學長自畫的漫畫，看出漫畫是以學長自己為主角，對他做出言語攻擊作弄，導致學長招架不住而在長瀞面前哭泣。原本只是出於好玩，但隨著故事的發展，漸漸從純粹的好奇心變成吸引學長注意的手段。
學長／八王子直人（聲：山下大輝）
美術社社員，擅長美術技法是素描及油畫，平時也會畫些漫畫創作當興趣。經常被長瀞和她的朋友們捉弄。
個性非常膽小，有過一段遭人霸凌的時期。
小鴨／小蒲（聲：小松未可子）
全名為蒲生真紀（蒲生 真紀（がもう まき）），一年C班，長瀞的朋友。
小吉（聲：鈴木愛奈）
一年級C班，長瀞的朋友。
櫻（聲：井澤詩織）
一年級C班，長瀞的朋友。
社長／須宮紗奈（聲：水樹奈奈）
美術社的社長。
折原（聲：前田佳織里）
一年級B班，柔道社社員。
須宮花奈（聲：鈴代紗弓）
通稱須宮，一年级，美術社社員，是社長的堂妹。
高尾（聲：小林裕介）
學長的朋友。
日野（聲：天崎滉平）
學長的朋友。
長瀞岬（聲：南條愛乃）
長瀞早瀨的姐姐，暱稱『姐瀞』。和長瀞性格十分相似，更会捉弄人。
學長的母親／八王子的母親（聲：小島幸子）
八王子直人的母親。在一次直人感冒需要休息、但工作無法請假在家照顧他。工作結束回家時遇見了請假來照顧直人的長瀞，因此對她產生好感。

## 出版書籍
| 冊數 | 講談社        | 講談社                                                  | 東立出版社     | 東立出版社                       |
| 冊數 | 發售日期      | ISBN                                                    | 發售日期       | ISBN / EAN                       |
| ---- | ------------- | ------------------------------------------------------- | -------------- | -------------------------------- |
| 1    | 2018年3月9日  | ISBN 978-4-06-511196-3                                  | 2019年1月19日  | ISBN 978-957-26-2248-3           |
| 2    | 2018年6月8日  | ISBN 978-4-06-511675-3 ISBN 978-4-06-511990-7（特裝版） | 2019年5月27日  | ISBN 978-957-26-2249-0           |
| 3    | 2018年10月9日 | ISBN 978-4-06-512176-4 ISBN 978-4-06-513635-5（特裝版） | 2019年11月14日 | ISBN 978-957-26-2250-6           |
| 4    | 2019年2月8日  | ISBN 978-4-06-514440-4                                  | 2020年2月6日   | ISBN 978-957-26-2972-7           |
| 5    | 2019年6月7日  | ISBN 978-4-06-515305-5 ISBN 978-4-06-516748-9（特裝版） | 2020年8月20日  | ISBN 978-957-26-4249-8           |
| 6    | 2019年11月8日 | ISBN 978-4-06-517518-7 ISBN 978-4-06-517519-4（特裝版） | 2020年11月2日  | ISBN 978-957-26-4378-5           |
| 7    | 2020年3月9日  | ISBN 978-4-06-518517-9 ISBN 978-4-06-518787-6（特裝版） | 2020年12月4日  | ISBN 978-957-26-5100-1           |
| 8    | 2020年7月9日  | ISBN 978-4-06-520103-9 ISBN 978-4-06-520104-6（特裝版） | 2021年5月24日  | ISBN 978-957-26-5622-8           |
| 9    | 2020年11月9日 | ISBN 978-4-06-521245-5 ISBN 978-4-06-521249-3（特裝版） | 2021年7月30日  | ISBN 978-957-26-6117-8           |
| 10   | 2021年3月9日  | ISBN 978-4-06-522644-5 ISBN 978-4-06-522647-6（特裝版） | 2021年9月2日   | ISBN 978-957-26-6768-2           |
| 11   | 2021年8月6日  | ISBN 978-4-06-524023-6                                  | 2021年12月3日  | ISBN 978-957-26-7646-2（附特典） |
| 12   | 2021年12月9日 | ISBN 978-4-06-526278-8                                  | 2022年6月24日  | ISBN 978-957-26-8397-2           |
| 13   | 2022年4月8日  | ISBN 978-4-06-527519-1                                  | 2022年9月26日  | ISBN 978-957-26-9248-6           |
| 14   | 2022年8月9日  | ISBN 978-4-06-528772-9                                  | 2023年10月3日  | ISBN 978-626-347-219-8           |
| 15   | 2023年1月6日  | ISBN 978-4-06-530336-8                                  | 2024年4月8日   | ISBN 978-626-360-285-4           |
| 16   | 2023年5月9日  | ISBN 978-4-06-531656-6                                  | 2024年7月12日  | ISBN 978-626-02-0281-1           |
| 17   | 2023年9月8日  | ISBN 978-4-06-532882-8                                  |                |                                  |
| 18   | 2023年12月7日 | ISBN 978-4-06-533935-0                                  |                |                                  |
| 19   | 2024年4月9日  | ISBN 978-4-06-535162-8                                  |                |                                  |
| 20   | 2024年8月7日  | ISBN 978-4-06-536570-0                                  |                |                                  |

## 電視動畫
2020年7月宣布改編電視動畫，製作公司是Telecom Animation Film，花井宏和擔任導演，系列構成和編劇由岸本卓擔任，鈴木美咲負責角色設計，吟（BUSTED ROSE）負責音樂。為主角長瀞配音的聲優是上坂堇。2020年11月6日，公開第1張主視覺圖，以及其他角色的聲優，以及片頭曲詳情；學長由山下大輝配音。
2021年1月19日，公開第1條宣傳影片，並宣布電視動畫由2021年4月起於東京都會電視台、BS11、每日放送等電視台上播映。3月16日，公開第2條宣傳影片，並宣布首播日期為4月10日（4月11日深夜）。3月26日，公開第2張主視覺圖。4月5日，在YouTube直播節目中公布聲演社長的聲優為水樹奈奈。
電視動畫第二期《不要欺負我，長瀞同學 2nd Attack》於2023年1月播出。

### 製作人員
|                | 第1期                              | 第2期                               |
| -------------- | ---------------------------------- | ----------------------------------- |
| 原作           | Nanashi                            | Nanashi                             |
| 導演           | 花井宏和                           | 後信治                              |
| 系列構成、編劇 | 岸本卓                             | 岸本卓                              |
| 人物設定       | 鈴木美咲                           | 鈴木美咲                            |
| 道具設定       | 益田賢治                           | 永野佑貴、髙橋優、仁禮多希          |
| 美術監督       | 市倉敬                             | 白石誠                              |
| 美術設定       | 藤瀨智康                           | 白石誠                              |
| 色彩設計       | 橋本賢                             | 近藤直登                            |
| 攝影監督       | 井上洋志                           | 柚木脇達己                          |
| 剪輯           | 笠原義宏                           | 後田良樹                            |
| 音響監督       | 明田川仁                           | 明田川仁                            |
| 音樂           | 吟（BUSTED ROSE）                  | 吟（BUSTED ROSE）                   |
| 音樂製作人     | -                                  | 諏訪豐                              |
| 音楽制作       | King Records                       | King Records                        |
| 總製片人       | 須藤孝太郎、古川慎                 | -                                   |
| 製片人         | 諏訪豐、岸田拓磨、龜井博司         | 諏訪豐、岸田拓磨、龜井博司          |
| 製片人         | 笹大地                             | 國府田崇裕、永井晶、間取美帆        |
| 動畫製片人     | 德永智廣                           | 井上剛                              |
| 動畫制作       | Telecom Animation Film             | OLM Team Inoue                      |
| 製作           | 「不要欺負我，長瀞同學」製作委員会 | 「不要欺負我，長瀞同學」2製作委員会 |

### 主題曲

#### 第一期
片頭曲
EASY LOVE
作詞：上坂堇、，作曲：丸山真由子，編曲：日比野裕史、渡邊徹，主唱：上坂堇
片尾曲
（Colorful Canvas）
作詞、作曲：金子麻友美，編曲：久下真音，主唱：長瀞同學（上坂堇）、小鴨（小松未可子）、小吉（鈴木愛奈）、櫻（井澤詩織）

#### 第二期
片頭曲
LOVE CRAZY
歌：上坂菫
作詞：ヨシダタクミ（saji），作曲、編曲：koTa
片尾曲
MY SADISTIC ADOLESCENCE♡
歌：長瀞同學（上坂菫）、小鴨（小松未可子）、小吉（鈴木愛奈）、櫻（井澤詩織）
作詞：Kijibato、Cocoro.（Dream Monster），作曲、編曲：Kijibato（Dream Monster）
插入曲
勇敢な君に（第11話）
歌：長瀞同學（上坂菫）
作詞：烏屋茶房，作曲、編曲：安島龍人

### 劇集列表
| 第1部 |                                                                      |        |                  |                      |                                                                                          |                    |               |
| 1 | 學長你有點… （）學長你不會生氣嗎？ （）                              | 岸本卓 | 花井宏和         | 松村樹里亞           | 廣中千惠美、早乙女啓、藤澤俊幸                                                           | 鈴木美咲           | 2021年4月11日 |
| 八王子直人是個性內向的高二學生，某日他畫的漫畫受到一群學妹揶揄，其中一位學妹藉着漫畫的內容嘲笑他，把他欺負到哭了出來。儘管直人試圖迴避她，但他在美術社畫素描時被學妹打斷，學妹自薦擔任他的人體模特兒，並在他畫完後假裝給他獎勵，隨後因為直人太過害羞而無法畫出大腿內側而嘲笑他，並再次將他欺負到哭出來。在回家路上，她再次戲弄了直人，且不小心將他推入河中，看到遭受如此對待也毫不生氣的直人，學妹質問他為何不生氣，直人表示不討厭與她說話，並詢問她的姓名。學妹要他稱自己「長瀞」，並稱直人為「學長」。 |                                                                      |        |                  |                      |                                                                                          |                    |               |
| 2 | 學長的願望實現了！！ （）你好呀學長 （）                             | 岸本卓 | 花井宏和         | 花井宏和             | 高須美野子、谷野美穗、藤澤俊幸                                                           | 鈴木美咲           | 2021年4月18日 |
| 學長買了一本內容煽情的吸血鬼題材漫畫，長瀞搶走那本漫畫，讀過後發現裡面懦弱的人類主角很像學長，長瀞撲倒學長被模仿吸血鬼，但卻被他口中吃午餐時留下的大蒜味擊退，還不小心抓到他的胯下，讓兩人都很尷尬。次日，長瀞和學長玩猜乳頭遊戲，輸家必須答應贏家一件事，長瀞一猜即中，而她也篤定學長會因為太害羞而不敢觸動自己，但當輪到學長時，長瀞害羞地逃跑了。學長到他常去的餐廳畫漫畫，發現長瀞和她的朋友及另外兩位男生一起約會，學長注意到長瀞對那兩名男性感到厭煩，然而當學長和長瀞在餐廳外相遇時，長瀞的表現一如往常。 |                                                                      |        |                  |                      |                                                                                          |                    |               |
| 3 | 有機會再來玩吧 學長 （）學長 這邊這邊 （）                           | 岸本卓 | 福島宏之         | 土屋康郎             | 西田美彌子、島崎知美、大西陽一                                                           | 高須美野子         | 2021年4月25日 |
| 長瀞在學長面前假意脫光衣服，但她其實穿了泳衣，並藉此取笑學長。他們在放學途中躲避大雨，學長以為長瀞還穿著泳衣，但在看向她後發現裡面是胸罩，讓兩人感到尷尬與慌張。因雨勢不斷，長瀞帶學長回到自家烘乾衣服，之後兩人一起打電玩，雖然學長的技術精湛，並打算以此報復長瀞，但長瀞還是繼續欺負學長，並擊敗了他，不過兩人都玩得很開心。翌日，學長在學生餐廳找不到座位，被迫和長瀞及其友人同桌，當長瀞的朋友想碰學長時，長瀞表現出明顯的忌妒，甚至阻止她們嘲笑學長，讓學長大聲強調自己不是長瀞的男友，而這也讓長瀞很生氣。之後長瀞和學長練習漫才中的吐槽動作，但學長在拍長瀞肩膀時誤觸她的胸部，兩人驚慌失措，長瀞很快就恢復鎮靜並嘲笑學長是變態。               |                                                                      |        |                  |                      |                                                                                          |                    |               |
| 4 | 學長 你的臉好紅啊？ （）學長 應該要再…… （）                         | 岸本卓 | 大地丙太郎       | 今泉龍太、粂田佳之   | 今泉龍太、宇津木勇、加藤義貴、谷口繁則、平野翔、迎千葉瑠、森谷春樹、山本道隆、渡邊一平太 | 鈴木美咲           | 2021年5月2日  |
| 長瀞的朋友小鴨和小吉嘲笑學長是處男，並強迫他觸碰小鴨的胸部，之後學長才知道自己摸到的是藏在襯衫裡的紅豆麵包。長瀞發現此事後非常忌妒，便把兩人趕跑，並和學長玩另一個遊戲，猜測長瀞墊在胸部裡的紅豆麵包，哪一塊是普通的、哪一塊是限量的，但學長在猜的時候，其中一塊掉了出來，導致學長摸到了她的胸部。之後長瀞在當學長的模特兒時，學長表現出對棒球社社員細川的忌妒，長瀞表示他必須先稱讚別人才能獲得讚美，並要學長稱讚自己，但當學長出口稱讚後，長瀞反而感到羞澀。之後學長完成了畫，長瀞假裝為了答謝他而吻他，但實際上只是把布偶貼到學長嘴唇上，長瀞以此取笑學長，並表示他畫得很好。                                                                       |                                                                      |        |                  |                      |                                                                                          |                    |               |
| 5 | 學長毛茸茸的 （）學長 謝謝招待!! （）                                | 岸本卓 | 矢野雄一郎       | 鈴木勇真、外山草     | 柏木信弘、能地清、前田義宏、鞠野黄英、森田實、山口保則、東魚工作室                       | 高須美野子         | 2021年5月9日  |
| 長瀞做了有關學長和小吉、小鴨共度美好時光的惡夢，她在醒來後覺得很尷尬。長瀞發現學長的頭髮長了，本想幫他剪頭髮，但她被小吉和小鴨支開，小鴨和小吉打算強迫幫學長剃光頭，所幸學長不斷抵抗，直到長瀞回來把兩人趕跑。長瀞對次很感動，並幫他剪了合適的髮型。長瀞和學長受不了酷暑，打算排隊吃刨冰，汗水讓長瀞襯衫下的胸罩背帶清晰可見，長瀞不知道學長護在自己身後，讓自己免於被注視。隨著暑假到來，學長以為自己整個暑假都見不到長瀞，但長瀞問了學長的電話號碼，之後長瀞傳了一堆訊息嘲笑學長。 |                                                                      |        |                  |                      |                                                                                          |                    |               |
| 6 | 學長 太好搞定了～♡ （）學長 我們去海邊吧! （）                       | 岸本卓 | 鈴木薰、花井宏和 | 鈴木薰               | 藤澤俊幸、黑長直子、大野勉、早乙女啓、山末有妃、早川加壽子、三浦伊織、CHOI YOONMI        | -                  | 2021年5月16日 |
| 學長做了一個噩夢，在這個充滿幻想的夢中，他的任務是打敗魔王，並因此和貓戰士長瀞、獵人小鴨、龍女小吉組成隊伍，但抵達魔王城後才發現自己的隊友全是魔王。夢醒後，學長發現剛才的夢是自己的漫畫。長瀞逼學長和自己及朋友們一起去海邊，穿上比基尼的小吉和小鴨不斷戲弄學長，讓長瀞非常忌妒。不想曬太陽的學長坐在陰涼處素描，長瀞想幫他塗防曬油，不想下水的學長找藉口開脫，表示幫人擦防曬油是情侶才做的事，而自己和長瀞並非情侶，這讓長瀞氣得把學長踹倒，並用腳幫他塗防曬油，但在長瀞的朋友也踩到學長身上時，長瀞很火大。結尾透露學長在海邊畫的素描是長瀞的笑容。                                                                                                 |                                                                      |        |                  |                      |                                                                                          |                    |               |
| 7 | 學長 要不要去祭典啊? （）好像在約會啊 學長♡ （）我們回去吧 學長 （） | 岸本卓 | 高林久彌         | 高林久彌             | 谷野美穗、廣中千惠美、島崎知美                                                           | 高須美野子         | 2021年5月23日 |
| 學長在祭典上遇見小吉和小鴨，兩人強迫學長戴上項圈，並將三人合照傳給長瀞，忌妒的長瀞火速趕到，並透過比賽贏回學長。隨著煙火施放而來的人潮，學長把長瀞帶到人煙稀少的地方觀賞煙火，長瀞嘲弄學長將自己帶到此處是想趁機行下流之事，後來他們發現附近都是情侶，因而逃跑了。開學之後，學長某日看到長瀞和朋友們在涼亭聊天，她們被兩個男學生搭訕，但長瀞毫無興趣，學長看到其中一個男生摟住長瀞，便鼓起勇氣上前把長瀞和她朋友帶走，徒留兩個男生在原處。 |                                                                      |        |                  |                      |                                                                                          |                    |               |
| 8 | 說不定意外地有趣呢 前學長♡ （）來猜拳吧 學長!! （）                  | 岸本卓 | 矢野雄一郎       | 江副仁美             | 藤澤俊幸、大西陽一、西田美彌子                                                           | 鈴木美咲           | 2021年5月30日 |
| 長瀞坐在學長背上，逼他伏地挺身，想藉此鍛鍊他的臂力。學長沉迷於電玩而疏於學業，長瀞嘲笑他可能會因此留級，但學長覺得這似乎也不錯，讓長瀞很尷尬，之後學長用功讀書並通過考試。長瀞偷聽到學長、小吉、小鴨和小櫻的談話，誤以為他們在做下流的事，之後才發現三人只是在幫學長拔掉插進他手指裡的木屑。長瀞和學長在回家路上玩猜拳，並約好輸家幫忙拿書包，之後長瀞要學長背自己回家，學長因此不慎摸到長瀞的屁股，讓長瀞害羞地逃走。晚上長瀞洗澡時打電話給學長，並取笑他在聽到自己洗澡後肯定有性幻想，但她沒發現自己開啟視訊通話，讓學長看到自己的裸體，兩人因此尷尬不已。                                                                                           |                                                                      |        |                  |                      |                                                                                          |                    |               |
| 9 | 學長是悶騷鬼!! （）噁心的學長怎麼可能好好約會!! （）                 | 岸本卓 | 福島宏之         | 粂田佳之、黑田晃一郎 | 谷口繁則、迎千葉瑠、森谷春樹、渡邊一平太                                                 | 高須美野子         | 2021年6月6日  |
| 長瀞熱衷於拳擊運動，並強迫學長和她打一場，但兩人在過程中靠得太近，導致雙方都很尷尬。長瀞和朋友們對她們常待的餐廳被遊戲宅佔據而不滿，便派小櫻離間他們的友誼。長瀞的朋友們認為學長是草食男，但長瀞堅稱學長是變態，雙方打賭，若在美術社教室裡找到情色作品，則算是長瀞獲勝。學長為此暗示長瀞情色書刊的位置，讓長瀞得以獲勝並不斷嘲笑他。小櫻表示自己遭到其中一位遊戲宅的跟蹤，她和學長假裝成情侶，試圖讓對方死心，而長瀞對此感到忌妒，並出手抓住跟蹤狂。 |                                                                      |        |                  |                      |                                                                                          |                    |               |
| 10 | 學長的身體好像很硬 （）放手去做吧 學長!! （）                        | 岸本卓 | 大地丙太郎       | 長岡義孝             | 藤澤俊幸、早乙女啓、黑長直子                                                             | 鈴木美咲           | 2021年6月13日 |
| 長瀞表示要給學長「香豔火辣的東西」，他誤以為是裸照，隨後才知道長瀞說的是炸雞，並因此被他嘲笑。長瀞注意到學長跑步很慢，便和他一起做慢跑訓練，長瀞的運動服很暴露，讓學長不斷分心。為了籌備校慶畫展，學長想畫新作品，並想找模特兒，長瀞為此扮成貓女。然而此時學長聽見熟悉的腳步聲，發現美術社社長即將抵達，便要長瀞和她的朋友都躲起來。社長來視察學長是否在自己不在社團的時候也勤奮作畫，但她發現學長畫了貓女，便認為學長無心參與社團，打算廢社。長瀞憤而現身，為學長熱衷於藝術這點辯護，社長要求學長在校慶上辦個人畫展，並和社長的畫對抗，雙方透過學生票選決勝，如果學長獲勝，則社長會撤銷廢社決定。                                                     |                                                                      |        |                  |                      |                                                                                          |                    |               |
| 11 | 學長是怎麼好像想的? （）學長真的很不坦白 （）                        | 岸本卓 | 戶張節五郎       | 鈴木勇真             | 廣中千惠美、大西陽一、日影工房                                                           | 高須美野子         | 2021年6月20日 |
| 學長認為自己完全無法贏過社長，因為社長去年畫了自己的裸體自畫像，並獲得極高的人氣。學長認為即使長瀞擔任模特兒也無法贏過社長，她朋友們認為敗因在於長瀞的胸部不比社長大，為了擔任模特兒，長瀞換了多套服裝，但學長還是沒有靈感，他也不想要因為落敗而讓長瀞難看，使長瀞氣得離學長而去。學長在畫新作品時遇見社長，當時社長為了拍照而僅圍一條毛巾，社長認為學長的新作品雖然好看，但缺乏愛。長瀞來到美術社，見到學長和半裸的社長後跑開了，社長命令學長把她追回來。在追逐時，學長想起與長瀞的回憶，並再次請長瀞當自己的模特兒。學長表示自己想畫的是日常生活中的長瀞，因為那是她最有魅力的樣子。                                                                 |                                                                      |        |                  |                      |                                                                                          |                    |               |
| 12 | 不受歡迎的學長終於迎來春天？ （）你的畫裡有愛啊學長? （）            | 岸本卓 | 花井宏和         | 花井宏和             | 藤澤俊幸、早乙女啓、西田美彌子、山口響子、森慶彥、黑長直子                               | 鈴木美咲           | 2021年6月27日 |
| 學長創作了許多以長瀞為主角的畫。校慶當日，長瀞和她朋友扮成貓女來宣傳學長的畫，但在觀賞者稱讚學長時，長瀞表現出忌妒。為了避免長瀞更加忌妒，小鴨讓兩人去逛校慶攤位，但在他們回到美術社后，社長的裸體自畫像被學生會撤下，學生會稱這幅畫違背善良風俗，學長挺身幫社長說話，稱她的作品與自己的並無不同，並認為她有藝術表達的自由，而長瀞和她的朋友也都支持社長，並表示也有許多人以非色情的眼光看待社長的畫。後來學生會恢復該幅畫作的展出，但社長也因此不戰而敗，因此美術社得以保留。社長接受落敗懲罰，穿上兔女郎裝，她還稱讚學長的畫充滿了愛，讓學長和長瀞害羞不已。次日，學長又畫了一幅長瀞的素描，長瀞給學長一個臉頰之吻作為獎勵，這次的吻毫無欺負的成分。 |                                                                      |        |                  |                      |                                                                                          |                    |               |
| 第2部 |                                                                      |        |                  |                      |                                                                                          |                    |               |
| 1 | 學長與我已經這麼要好了 （）                                          | 岸本卓 | 後信治           | 高橋優               | 吉田滿智子                                                                               | 永野佑貴、一居一平 | 2023年1月7日  |
| 長瀞買了新皮鞋，開玩笑地想學長模仿某本漫畫中的情節，卻意外讓水灑到新鞋上。長瀞原以為學長會模仿漫畫情節把鞋子舔乾淨，但他只是用手帕將鞋擦乾。長瀞向學長示範女高中生打招呼的方式，並在他因為身體接觸而害羞時嘲笑他，之後學長因意外跌倒而抱住長瀞，讓她羞得臉紅。天氣漸冷，長瀞打算穿絲襪，學長無意間透露自己對不能看到長瀞的美腿感到可惜，長瀞要他幫自己穿絲襪，但當他的手伸到大腿後又羞得喝止他。長瀞和她的朋友帶學長吃壽司，答謝他在校慶的努力。朋友們做了各種創意壽司讓學長吃，長瀞不甘示弱，以魚白和明太子組成壽司，並稱這是受精卵。在眾人因為長瀞的黃色笑話而冷場時，學長吃掉壽司並表示美味，化解長瀞的尷尬。                                       |                                                                      |        |                  |                      |                                                                                          |                    |               |
| 2 | 學長的邀約嗎？ （）                                                  | 岸本卓 | 柘植孝           | 藤田健太郎           | 趙雅羅、成元鎔                                                                           | 永野佑貴、一居一平 | 2023年1月15日 |
| 學長在繪畫時欠缺手感，社長給他兩張動物園門票，希望他和長瀞一起寫生，而他鼓起勇氣提出邀約。兩人到了動物園，在學長教長瀞寫生時，長瀞要學長握著自己的手進行教學，長瀞覺得學長的作品栩栩如生，而學長也認為長瀞有顯著進步。在長瀞離席時，她畫的圖被人嘲笑，學長試圖強硬地斥責他們，雖然最後仍靠長瀞解圍，但長瀞對學長的舉動十分感動。之後學長畫了樹獺，而長瀞畫了學長的速寫，並稱這是樹獺。儘管遭到取笑，但學長認為她畫得很好。 |                                                                      |        |                  |                      |                                                                                          |                    |               |
| 3 | 學長……剛剛的……你聽到了嗎？ （）                                      | 岸本卓 | 中川聰           | 布施康之             | Lee Seongjae、Cho Eungyeong                                                              | 永野佑貴、一居一平 | 2023年1月22日 |
| 長瀞不慎遺落手機，學長在送還手機途中發現自己不知道長瀞的本名，並因為不想被她朋友發現而躲在置物櫃中，因此偷聽到長瀞描述自己喜歡的類型。長瀞發現學長後取回了手機，在她質問學長是否聽見方才的話題時，學長落荒而逃。學校舉行馬拉松比賽，學長在練習時扭傷，並在比賽時復發，原本百般戲弄他的長瀞變得非常嚴肅，並攙扶他甚至背著他繼續跑，最後學長在長瀞朋友們幫助下完賽。學長得知長瀞感冒後前去探病，並遇見長瀞的姊姊。 |                                                                      |        |                  |                      |                                                                                          |                    |               |
| 4 | 讓我進來吧，學長君 （）                                              | 岸本卓 | 福島宏之         | 島崎奈奈子           | 加藤壯、高橋優、洪範錫、竹內昭                                                           | 待公佈             | 2023年1月29日 |
| 學長到長瀞家裡，對長瀞以前的照片感興趣，長瀞的姐姐有意透露，卻又故弄玄虛而不直說。長瀞和學長吃過布丁聖代後一起打電玩，並十分介意自己的秘密有沒有被姐姐洩露。長瀞表示如果學長在電玩中獲勝，可以詢問一個秘密，學長想知道長瀞的本名。在長瀞落敗後，她原本有意說明，卻又被學長阻止，學長認為此事應該更加慎重。不料長瀞的姐姐破門而入並直呼妹妹的本名「早瀨」。之後長瀞康復並回到學校，繼續「欺負」學長。 |                                                                      |        |                  |                      |                                                                                          |                    |               |
| 5 | 這裡就是學長的房間嗎 （）                                            | 岸本卓 | 關谷真實子       | 真野玲               | 趙雅羅、成元鎔                                                                           | 待公佈             | 2023年2月5日  |
| 上學途中，長瀞故意抓著學長的袖子，並稱他對此舉怦然心動，學長予以反擊，卻正好和長瀞十指緊扣，又被長瀞的朋友們撞見，兩人害羞不已。學長因感冒而請假在家，長瀞聞訊後向他道歉，並立即到他家照顧他。在扶學長臥床休息後，長瀞用額頭為他量體溫，之後長瀞為他換冰毛巾，並為他煮了鍋粥。學長夢見自己和長瀞結婚，並在半夢半醒之間向早瀨致謝，這是他首次直呼長瀞的名字。學長睡著之後，長瀞打算吻他，卻被學長的母親打斷，之後長瀞匆匆離去。學長痊癒之後，長瀞繼續欺負學長，學長在反擊時抓住長瀞的腿，並再次被長瀞的朋友們撞見。 |                                                                      |        |                  |                      |                                                                                          |                    |               |
| 6 | 學長今年的運勢如何呢～？ （）                                        | 岸本卓 | 川石哲也         | 三橋和彌             | 吉田滿智子、杉山直輝                                                                     | 待公佈             | 2023年2月12日 |
| 學長和長瀞都盤算著送對方耶誕禮物。耶誕節前夕，兩人都注意到對方要送禮，便回絕朋友們的邀約，尋找適合送禮的地點和時機，儘管兩人始終遍尋不著，但學長還是送出了圍巾作為禮物，而長瀞回贈的禮物也正好是圍巾。新年到來，學長以為長瀞隱諱地邀約自己參加初詣，學長到神社後才發現長瀞身穿巫女服，並且正在打工。學長抽了運勢籤，籤中指示他在戀愛方面不能總是被動，於是學長主動表示會等她打工結束，之後兩人一起許下願望。學長在祈願前表示自己若要和長瀞交往，不會仰賴神明的力量，而會自己努力，而長瀞開玩笑地表示自己許下的願望是成為學長的妻子。 |                                                                      |        |                  |                      |                                                                                          |                    |               |
| 7 | 學長的滑雪技巧果然是這樣呢 （）                                      | 岸本卓 | 森健             | 布施康之             | Lee Seongjae、Cho Eungyeong、李周鉉                                                      | 待公佈             | 2023年2月19日 |
| 學長買了隱形眼鏡卻不敢戴，長瀞幫他戴上後自己戴上學長的眼鏡，而學長也被戴上眼鏡的長瀞萌到。在滑雪場，長瀞教不擅長運動的學長滑雪，但練習半天仍沒有長進，學長希望長瀞能玩得開心，而非陪自己練習，晚上便聲稱自己因練習而腳痛，並私下自己練習。學長救了一個小孩後，差點被另外兩人撞到，所幸被長瀞即時救下。學長鼓起勇氣請長瀞再教自己滑雪，然而他的技術並未有太多長進。美術社社長考上藝術大學，而學長亦表示想考取美術大學，同時發現自己不知道長瀞的志願。 |                                                                      |        |                  |                      |                                                                                          |                    |               |
| 8 | 學長要不要試著鍛鍊一下身體啊？ （）                                  | 岸本卓 | 福島宏之         | 真野玲               | 趙雅羅、成元鎔                                                                           | 待公佈             | 2023年2月26日 |
| 學長暗忖作畫題材時偷看長瀞，長瀞難掩開心的情緒，當了他的模特兒。長瀞擺開格鬥架式，學長雖不明就裡，但認為這個姿態的長瀞最自然。之後學長發現長瀞有意避開柔道，便在小鴨安排下參觀她家經營的健身房，並接受長瀞指導。事後長瀞坦承自己沒有繼續認真鑽研柔道的原因。 |                                                                      |        |                  |                      |                                                                                          |                    |               |
| 9 | 如果學長能贏個一場…的話 （）                                         | 岸本卓 | 川石テツヤ       | 濱崎徹               | 栗原基樹、高村遼太郎、田中翼、細田沙織                                                   | 待公佈             | 2023年3月5日  |
| 學校舉行柔道賽事，最被看好奪冠的是日本候補代表選手折原，長瀞表示她和折原曾在同一個道場修行，隨著折原的實力逐漸超過長瀞，她也失去幹勁並放棄柔道。即使如此，學長依然激勵長瀞奮力一戰，長瀞答應學長，若他能拿下一勝，自己就會全力應戰，並答應給他一個獎勵之吻。儘管學長的體格遠遜於對手，但他依然拚命相搏，並讓長瀞願意認真應戰。長瀞最後仍敗給折原，但她也表示下次不會輸，長瀞希望自己下次獲勝後，學長能給自己一個獎勵之吻。 |                                                                      |        |                  |                      |                                                                                          |                    |               |
| 10 | 多受八王子學長關照了 （）                                            | 岸本卓 | 森健             | 布施康之             | Lee Seongjae、Cho Eungyeong                                                              | 待公佈             | 2023年3月12日 |
| 學長請長瀞擔任模特兒，之後長瀞聲稱自己腰痠背痛，要學長為自己按摩，並拿接吻之約調侃他。美術社社長的表妹須宮加入社團，而長瀞則加入柔道社，她意識到美術社不再是自己和學長的兩人空間，對此心神不寧，練習也力不從心。須宮認為和中學時期相比，學長的畫在用色方面變得繽紛許多，並建議他應該和長瀞約會，努力追求自己的愛。 |                                                                      |        |                  |                      |                                                                                          |                    |               |
| 11 | 學長沒有我在身邊不會寂寞嗎…？ （）                                   | 岸本卓 | 關谷真實子       | 真野玲               | 趙雅羅、成元鎔                                                                           | 待公佈             | 2023年3月19日 |
| 學長聽從社長和須宮的建言，在長瀞結束柔道訓練後陪伴她，兩人談論要去何處遊玩，但學長沒能給出好提案。在兩人自岔路上道別後，學長才想起長瀞說過想去看企鵝，並追上長瀞，約她去水族館，長瀞欣然答應。約會當日，小鴨和小吉認為兩人會在約會時發生關係，便跟蹤在後，而須宮誤以為她們想妨害約會，亦和社長一同尾隨。 |                                                                      |        |                  |                      |                                                                                          |                    |               |
| 12 | 那麼…要來做像正式約會的事嗎？ （）                                   | 岸本卓 | 柘植孝           | 髙橋優               | 加藤壯、杉山直輝                                                                         | 待公佈             | 2023年3月26日 |
| 學長和長瀞在水族館一起吃霜淇淋、觀賞海豚秀、參加抽獎，度過愉快的一天。在歸途中，長瀞提議要做像正式約會的事，並提出兩個選項。學長選了擁抱而非接吻，但兩人的舉動被跟蹤者打斷，沒能成功擁抱。之後須宮做了便當賠罪，長瀞見狀後也想做便當，學長表示不想麻煩她，便提議自己先幫長瀞做便當，之後再讓長瀞回贈。當日放學時，兩人繼續先前約會未竟之事，在夕陽下擁抱彼此。 |                                                                      |        |                  |                      |                                                                                          |                    |               |

### 播放電視台
日本深夜動畫：下文記載的日本国内播放時間使用日本標準時間（UTC+9）表示。因為部分時間标识會採用30小时制，因此請留意这类超过24:00的时间，其實際播放時間為翌日清晨。
| 播放日期               | 播放時間                     | 播放電視台 | 播放地區   | 備註                       |
| ---------------------- | ---------------------------- | ---------- | ---------- | -------------------------- |
| 2021年4月11日－6月27日 | 週日 1:00 - 1:30（週六深夜） | TOKYO MX   | 東京都     |                            |
|                        |                              | BS11       | 日本全國   | BS放送 / ANIME+節目        |
|                        | 週日 2:38 - 3:08（週六深夜） | MBS        | 近畿廣域圏 | 製作参加 / 字幕放送        |
|                        | 週日 22:00 - 22:30           | AT-X       | 日本全國   | CS放送 / 字幕放送 / 有重播 |

## 外部連結
- 漫畫官方網站（日語）
- 電視動畫官方網站（日語）
- 漫畫的X（前Twitter）（日語）
- 電視動畫的X（前Twitter）（日語）